# Kabina 66

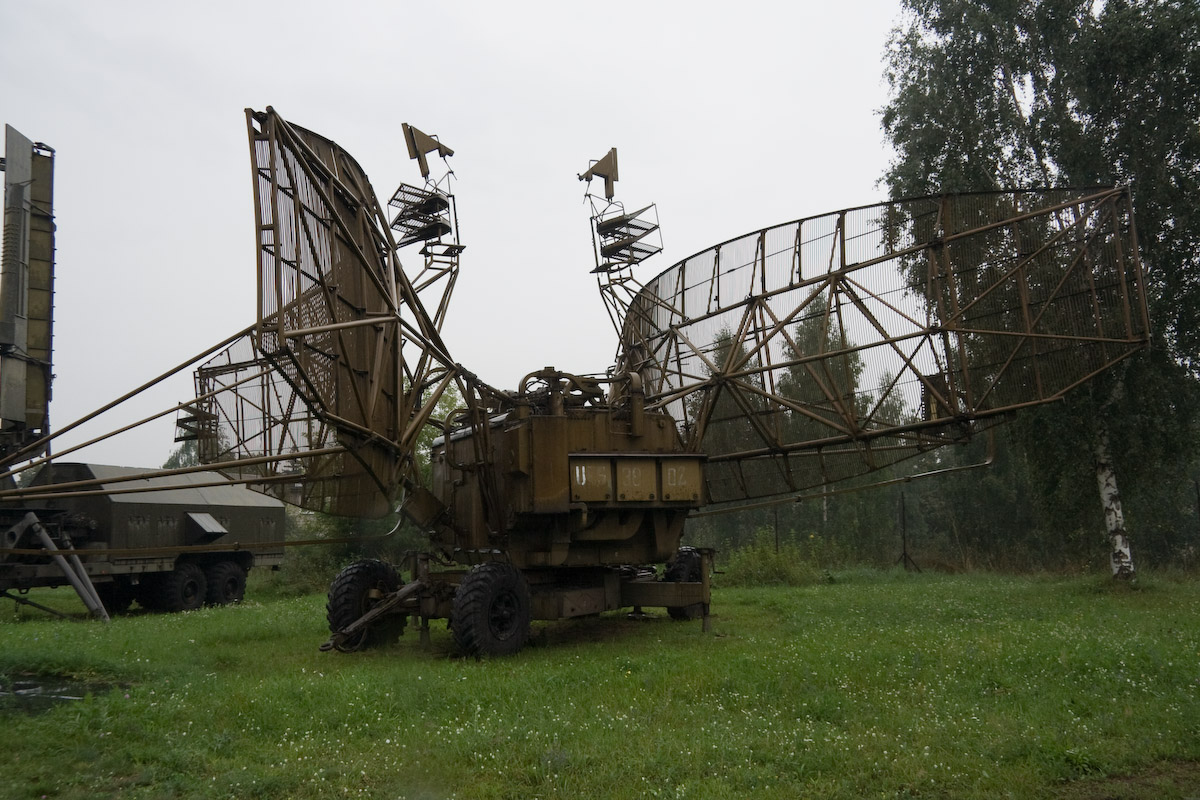
Die Kabina 66 wurde in Polen modernisiert.

Die Kabina 66 (kurz K-66 oder 5N87) mit dem NATO-Code „Back Net“ war ein Luftverteidigungsradargerät großer Reichweite der funktechnischen Truppen der ehemaligen NVA. Es trug die russische Bezeichnung 5N87.
Die Kabina 66 wurde mit mehreren Höhenfindern (zwei bis vier Geräte PRW-13 oder PRW-17) gekoppelt. Die Frequenz wurde mit vier Impulsen aufbereitet, von denen nur zwei abgesendet wurden. Die Lafette mit der Sendekabine hatte zwei Antennensysteme mit diametraler Anordnung. Jede Antenne überstrich einen anderen Höhenbereich. Üblicherweise wurden durch den Einsatz zweier gekoppelter und synchronisierter Kabinen somit vier verschiedene Höhenbereiche abgetastet, aber auch separater Betrieb war möglich. Die Stromversorgung (ca. 300 kW mit 400 Hz) erfolgte mit einem Netzumformer oder mit Dieselaggregaten. Für eine Verlegung des Radargerätes wurden 19 Eisenbahnplattenwaggons benötigt.
| Technische Daten Kabina 66 „Back Net“ | Technische Daten Kabina 66 „Back Net“ |
| ------------------------------------- | ------------------------------------- |
| Frequenzbereich                       | F-Band                                |
| Pulswiederholzeit                     | 4 ms                                  |
| Pulswiederholfrequenz                 | 60–1430 Hz                            |
| Sendezeit (PW)                        | 96 / 36 µs                            |
| Empfangszeit                          | < 3 ms                                |
| Totzeit                               | ca. 50 µs                             |
| Pulsleistung                          | bis 1,5 MW                            |
| Durchschnittsleistung                 | bis 32 kW                             |
| angezeigte Entfernung                 | 450 km                                |
| Entfernungsauflösung                  | 150 m                                 |
| Öffnungswinkel                        | 1,1° bis 1,7°                         |
| Trefferzahl                           | 1–8                                   |
| Antennenumlaufzeit                    | 12 s                                  |